# Rad-Net Oßwald
Rad-Net Oßwald (Kod UCI: RNO) – niemiecka zawodowa grupa kolarska założona w 2013. Od początku swojego istnienia znajduje się w dywizji UCI Continental Teams.

## Nazwa grupy w poszczególnych latach
| lata      | nazwa               |
| --------- | ------------------- |
| 2013–2017 | Rad-Net Rose Team   |
| 2018–2019 | Heizomat–Rad-Net.de |
| 2020–2022 | Rad-Net Rose Team   |
| od 2023   | Rad-Net Oßwald      |

## Obecny skład (2024)
| Skład drużyny 2024      | Skład drużyny 2024   | Skład drużyny 2024 | Skład drużyny 2024          |
| Imię i nazwisko         | Data urodzenia       | Państwo            | Poprzednia grupa            |
| ----------------------- | -------------------- | ------------------ | --------------------------- |
| Benjamin Boos           | 7 sierpnia 2003      | Niemcy             | Leopard Pro Cycling (2022)  |
| Tobias Buck-Gramcko     | 1 stycznia 2001      | Niemcy             |                             |
| Moritz Czasa            | 3 czerwca 2002       | Niemcy             | Team Lotto-Kern Haus (2021) |
| Philipp Gebhardt        | 15 lipca 2003        | Niemcy             |                             |
| Gabriel Grozev          | 4 maja 2003          | Bułgaria           |                             |
| Felix Groß              | 4 września 1998      | Niemcy             | UAE Team Emirates (2023)    |
| Daniel Harnisch         | 22 września 1992     | Niemcy             |                             |
| Nicolas Heinrich        | 2 grudnia 2001       | Niemcy             |                             |
| Vincent John            | 13 grudnia 2004      | Niemcy             | P&S Benotti (2023)          |
| Bruno Kessler           | 9 września 2005      | Niemcy             |                             |
| Roger Kluge             | 5 lutego 1986        | Niemcy             | Lotto-Soudal (2022)         |
| Luca Martin             | 11 października 2004 | Niemcy             |                             |
| Nico Müller             | 3 września 2005      | Niemcy             |                             |
| Tobias Müller           | 31 marca 2004        | Niemcy             |                             |
| Theo Reinhardt          | 17 września 1990     | Niemcy             | SC Berlin (2012)            |
| Jan Rinklef             | 17 marca 2004        | Niemcy             |                             |
| Moritz Binder           | 28 października 2005 | Niemcy             |                             |
|                         |                      |                    |                             |
| Źródło: ProCyclingStats |                      |                    |                             |